# Inji Aflatoun
Inji Aflatoun (en árabe: إنجي أفلاطون‎); (El Cairo, 16 de abril de 1924-El Cairo, 17 de abril de 1989) fue una pintora y activista del movimiento feminista egipcio. Fue la «vocera más destacada del movimiento marxista, progresivo, nacionalista y feminista de fines de los años 1940 y durante los 1950», así como una «pionera del arte egipcio moderno» y «una de las artistas visuales más importantes de Egipto».

## Primeros años y activismo
Aflatoun nació en El Cairo el 16 de abril de 1924 en el seno de una familia tradicional musulmana a la que ella describió como «semifeudal y burguesa». Su padre era entomólogo y terrateniente, mientras que su madre era una diseñadora de vestidos formada en Francia que había servido en el comité de mujeres de la Sociedad de la Media Luna Roja de Egipto. Descubrió el marxismo estudiando en el Lycée Français du Caire. Fue su tutor privado de arte, Kamel al-Timisani, quien la introdujo a la vida y dificultades de los campesinos egipcios. Al-Timisani fue uno de los fundadores del grupo «Arte y Libertad», un movimiento surrealista que impactaría en el desarrollo de Aflatoun como artista. En 1942, se unió a Iskra, un partido de la juventud comunista. Después de graduarse de la Universidad de El Cairo, en 1945 fue cofundadora junto a Latifa al-Zayyat de la Rabitat Fatayat at jami'a wa al ma' ahid (Liga de Mujeres Jóvenes en Universidades e Institutos). Ese mismo año representó a la Liga en la primera conferencia de la Federación Democrática Internacional de Mujeres en París. Escribió Thamanun milyun imraa ma'ana (Ochenta millones de mujeres con nosotras) en 1948 y Nahnu al-nisa al-misriyyat (Nosotras, las mujeres egipcias) en 1949. Estos populares folletos políticos vinculaban a la clase con la opresión de género y conectaban a ambos con la dominación imperialista. En 1949, se convirtió en la miembro fundadora del primer congreso del primer Consejo de Paz de Egipto. En 1950 se unió a Harakat ansar al salam (Movimiento de los Amigos de la Paz). En 1959 fue arrestada y encarcelada en secreto durante una redada contra comunistas ordenada por Gamal Abdel Nasser. Después de su liberación en 1963, y con el partido comunista de Egipto disuelto, dedicó la mayor parte de su tiempo a la pintura. Posteriormente declaró: «Nasser, a pesar de haberme encarcelado, fue un buen patriota».

## Pintura
Durante su tiempo en la escuela, a Aflatoun le gustaba pintar y sus padres la animaron a que lo hiciera. Su tutor privado de arte, Kamel al-Timisani, un líder del colectivo surrealista egipcio llamado Arte y Libertad, la introdujo a la estética del surrealismo y cubismo.
Sus pinturas de ese periodo estuvieron influenciadas por el surrealismo. Posteriormente recordó que la gente estaba sorprendida por sus pinturas y se preguntaba «cómo podía una niña de una familia rica estar tan atormentada». Dejó de pintar entre 1946 y 1948, ya que consideraba que sus pinturas no se correspondían con sus sentimientos. Su interés se renovó después de visitar Lúxor, Nubia y los oasis de Egipto. Durante estos viajes tuvo la oportunidad de «ingresar a las casas y dibujar a los hombres y las mujeres trabajando». Estudió por un año con la artista suiza de origen egipcio Margo Veillon. En este periodo, llevó a cabo exhibiciones individuales en El Cairo y Alejandría, y se presentó en la Bienal de Venecia en 1952 y en la Bienal de São Paulo en 1956. En 1956 se hizo amiga del pintor mexicano David Alfaro Siqueiros, quien posteriormente fue una de sus influencias. Durante su tiempo en prisión pudo continuar pintando. Sus primeras pinturas allí fueron retratos, y después hizo paisajes. En los años posteriores a su liberación, se exhibió en Roma y París en 1967, Dresde, Berlín Este, Varsovia y Moscú en 1970, Sofía en 1974, Praga en 1975 y Nueva Delhi en 1979. Sus pinturas están llenas de «animadas pinceladas de color intenso» que a algunos observadores recuerdan a Van Gogh o Bonnard. Su arte de sus últimos años está caracterizado por un creciente uso de grandes espacios en blanco alrededor de sus formas. Una colección de sus obras se muestra en el palacio Amir Taz en El Cairo. Otra colección de sus obras se exhibe en la fundación Barjeel Art Foundation en la ciudad de Sharjah.

## Legado
El 16 de abril de 2019, se publicó un Doodle de Google, visible para los usuarios del Norte de África, que conmemoraba el 95.º aniversario del nacimiento de Aflatoun.